# Ostertagia davtiani
Ostertagia davtiani är en rundmaskart. Ostertagia davtiani ingår i släktet Ostertagia, och familjen Trichostrongylidae. Arten är reproducerande i Sverige.